# Narcissia canariensis
Narcissia canariensis is een zeester uit de familie Ophidiasteridae.
De wetenschappelijke naam van de soort werd in 1839 gepubliceerd door Alcide d'Orbigny.